# 667 f.Kr.
| 667 f.Kr.          |
| ------------------ |
| Dødsfald - Fødsler |

--

## Begivenheder
- Byzans bliver grundlagt.